# Abborrtjärnen (Anundsjö socken, Ångermanland, 704300-158675)
Abborrtjärnen är en sjö i Örnsköldsviks kommun i Ångermanland och ingår i Moälvens huvudavrinningsområde.